# Suslic de Washington
El suslic de Washington (Urocitellus washingtoni) és una espècie de rosegador esciüromorf de la família dels esciúrids. Es troba al nord-oest pacífic, als estats de Washington i Oregon als Estats Units.

## Descripció
El suslic de Washington viu en artemísia o hàbitats de pastures a la conca del riu Columbia als estats de Washington i Oregon. Aquests suslics hibernen durant 7 o 8 mesos a l'any. Els adults es reprodueixen poc després de sortir de la hibernació al gener o febrer i els joves surten del cau natal al març. Les cries es dispersen lluny del cau natal i per a instal·lar-se en noves àrees. Tots augmenten de pes i es preparen per a la hibernació des de la fi de la primavera i el principi de l'estiu. Les cries comencen l'estivació al juny o juliol, i els adults comencen abans, sovint al juny.
Un estudi de radioseguiment es va centrar en la dispersió d'aquesta espècie. Es va trobar que el 72% dels mascles menors es dispersen a l'abril. Les distàncies de dispersió anaven des dels 40 als 3521 metres i la distància de dispersió mitjana era de 880 metres. Entre el 20 i el 56% de les cries amb ràdio-collar van sobreviure a estivació. Els raptors i teixons foren les principals causes de mortalitat. Les taxes de supervivència dels que es van dispersar foren més altes que els que no varen fer-ho, sobretot a causa de la depredació dels teixons en llocs natals.

## Conservació
L'espècie està classificada com en perill a Oregon i és un candidat per a les espècies en perill d'extinció als Estats Units, però no està a la llista. La UICN anteriorment l'havia enumerat com a espècie vulnerable, però en l'actualitat apareix com a gairebé amenaçada.